# Gruppo Torinese Trasporti
Gruppo Torinese Trasporti (GTT) este o întreprindere de stat responsabilă de transportul public în provinciile Alessandria, Cuneo, Asti și orașul metropolitan Torino. A fost creată în 2003 din fuziunea dintre ATM (Azienda Torinese Mobilità) și SATTI (Società Torinese Trasporti Intercomunali), acesta din urmă responsabil pentru conexiunea feroviară în provincia Torino, precum și pentru metroul din Torino. GTT este acum deținută în totalitate de Primăria din Torino.
GTT gestionează transportul public urban și suburban (sistemul de tramvai Torino, cu 10 linii, și rețeaua de autobuz de 110 linii), serviciul de metrou Torino și 3 linii de cale ferată (82 km, plus alte 24 gestionate pentru Trenitalia). Zona metropolitană Torino este, de asemenea, deservită de 70 de linii extraurbane de autobuz, ajungând în 220 de municipalități diferite (comuni). GTT gestionează, de asemenea, servicii minore, cum ar fi tramvaiul istoric Sassi-Superga, liftul Mole Antonelliana, City Sightseeing și, de asemenea, navigația turistică pe râul Pad.

## Căile Ferate GTT
GTT operează ca administrator de infrastructură pentru două rute feroviare: Calea ferată Torino-Ceres (Torino Dora - Ceres), Calea ferată Canavesana (Settimo Torinese - Pont Canavese).
GTT a suspendat operațiunile feroviare pe calea ferată Torino-Ceres pe 11 iunie 2023, în timp ce serviciul feroviar pe calea ferată Canavesana a fost preluat de Trenitalia încă de la 1 ianuarie 2021.
Este de așteptat ca calea ferată Canavesana să treacă la RFI în viitor, în timp ce calea ferată Torino-Ceres, care din 25 august 2020 se limitează la Venaria pentru lucrările de conectare la legătura feroviară Torino, va fi administrată de Trenitalia și RFI din ianuarie 2024.

## Tramvaiele GTT
GTT deține zece rute de tramvai, dintre care una fiind tramvaiul Sassi-Superga. Ruta istorică 7, unde doar tramvaiele de patrimoniu sunt operate de Associazione Torinese Tram Storici, nu este operată de GTT. Traseele sunt:
- 3 Piazzale Vallette-Corso Tortona
- 4 Via delle Querce-Strada del Drosso
- 7 Piazza Castello (traseu circular-istoric)
- 9 Piazza Stampalia-Corso d'Azeglio
- 9/ Piazza Bernini-Juventus Stadium (funcționează numai în timpul meciurilor Juventus FC)
- 10 Corso Settembrini/Piazza Caio Mario-Piazza Statuto (serviciile de tramvai sunt în prezent limitate din cauza lucrărilor de îmbunătățire)
- 13 Feriale Piazza Campanella-Piazza Gran Madre
- 15 Via Brissogne-Piazza Coriolano (Sassi)
- 16 CD Piazza Sabotino-Piazza Repubblica (Porta Palazzo) (traseu circular în sensul acelor de ceasornic)
- 16 CS Piazza Sabotino-Piazza Repubblica (Porta Palazzo) (traseu circular în sens invers acelor de ceasornic)
- tramvaiul Sassi-Superga

## Metroul din Torino
Linia M1 a metroului din Torino, până acum singura linie activă a sistemului, leagă gara Fermi din Collegno de cartierul piazza Bengasi prin Corso Francia, Porta Susa și Porta Nuova, pentru un total de 23 de stații.

## Rute de autobuz GTT
GTT operează diverse rute de autobuz în Torino, Moncalieri și suburbiile din apropiere, alături de rutele urbane ale orășelului Ivrea. Unele rute sunt gestionate direct de GTT, în timp ce altele sunt operate pe bază de concesiune de către alți operatori precum Miccolis; Bus Company, SADEM by Arriva; Giachino; și Cavourese.

### Rute de autobuz urban și suburban în Torino
- 2 Via Ponchielli - Via Corradino
- 5 Piazza dalla Chiesa (Orbassano) - Piazza Arbarello
- 5/ Via Bertani (Cimitero Parco) - Piazza Arbarello
- 6 Piazza Hermada - Piazza Carlo Felice
- 8 Via Mezzaluna (San Mauro) - Corso Bolzano
- 10 Navetta Via Massari - Piazza XVIII Dicembre
- 11 Via Leopardi (Venaria Reale) - Corso Stati Uniti
- 12 Via Allason - Corso Vittorio Emanuele II
- 13 Piazza Campanella - Piazza Gran Madre
- 13 Navetta Via Servais - Piazza Campanella
- 13 Festivo Via Servais - Piazza Campanella - Piazza Gran Madre
- 14 Via Amendola (Nichelino) - Piazza Solferino
- 17 Ospedale di Rivoli - Via Ventimiglia
- 17/ Via Crea (Grugliasco) - Via Ventimiglia
- 18 Piazza Sofia - Piazzale Caio Mario
- 19 Corso Cadore - Corso Bolzano
- 19 Navetta Largo Donatori di Sangue - Cimitero Monumentale
- 20 Via Paganini (Settimo Torinese) - Corso Vercelli (Parcheggio Stura) - Piazza Mochino (San Mauro)
- 21 Via Scialoja - Piazza Baldissera
- 22 Corso Sebastopoli - Strada Cascinette
- 24 Via Vigliani - Strada Cascinette
- 25 Via Lombardia (Settimo Torinese) - Lungo Stura Lazio
- 26 Corso Vercelli (Parcheggio Stura) - Borgata di Villaretto - Via Italia (Borgaro)
- 27 Via Anglesio - Via XX Settembre
- 29 Piazzale Vallette - Piazza Solferino
- 30 Via Gozzano (Chieri) - Corso San Maurizio
- 32 Piazza Robotti (Alpignano) - Corso Tassoni
- 33 Corso Papa Giovanni XXIII (Collegno) - Corso Vittorio Emanuele II - Piazzale Adua
- 34 Cimitero Parco/Strada Torino (Beinasco) - Via Ventimiglia
- 35 Via Amendola (Nichelino) - Via Artom
- 35 Navetta Via Verdi (Candiolo) - Villaggio Dega (Vinovo) - Via Trento (Nichelino)
- 36 Piazza Martiri della Libertà (Rivoli) - Piazza Massaua
- 36 Navetta Ospedale di Rivoli - Castello di Rivoli / Stazione Alpignano-Rivoli / Bruere - Tetti Neirotti
- 38 Piazzale Caio Mario - Corso Maroncelli - Via Minghetti (Collegno)
- 38 scolastico Via De Amicis - Via Crea (Grugliasco)
- 39 Piazza Baden Baden (Moncalieri) - Piazzale Caio Mario
- 40 Piazzale Caio Mario - Piazza Massaua
- 41 Via Pannunzio (Stazione Lingotto) - Via Orbassano (Borgaretto)
- 42 Via Marsigli - Via Ventimiglia
- 43 Via Gorizia (Rivalta) - Via Goito (Moncalieri)
- 44 Via Portalupi (Collegno) - Via Don Borio (Grugliasco)
- 44 scolastico Via Portalupi (Collegno) - Via Crea (Grugliasco) - Piazza Omero
- 45 Piazza Carducci (Santena) - Piazza Carducci - Corso Maroncelli
- 45/ Piazza Cosma e Damiano (Santena) - Piazza Carducci
- 46 Via Lombardore (Leinì) - Corso Bolzano
- 47 Piazza Freguglia (Cavoretto) - Piazza Carducci
- 48 Ospedale San Luigi (Orbassano) - Via Orbassano (Borgaretto)
- 49 Via Lombardia (Settimo Torinese) - Corso Bolzano
- 50 Via delle Querce - Ospedale San Giovanni Bosco - Corso XI Febbraio
- 51 Corso Vercelli (Parcheggio Stura) - Corso Bolzano
- 52 Via Scialoja - Piazzale Adua
- 53 Ospedale San Vincenzo - Corso San Maurizio
- 54 Corso Gabetti - Strada Mongreno - Strada del Mainero - Piazzale Adua
- 55 Via Don Borio (Grugliasco) - Corso Farini
- 56 Corso Tirreno (Grugliasco) - Largo Tabacchi
- 58 Via Allason - Via Bertola
- 58/ Via Grosso - Via Bertola
- 59 Piazza Oropa (Druento) - Piazza Solferino
- 59/ Piazzale Vallette - Piazza Solferino
- 60 Via Paris - Corso Inghilterra
- 61 Via Mezzaluna (San Mauro) - Corso Vittorio Emanuele II
- 62 Piazza Sofia - Piazzale Caio Mario
- 63 Via Negarville - Piazza Solferino
- 63/ Piazzale Caio Mario - Stazione Lingotto
- 64 Via Napoli (Grugliasco) - Corso Vittorio Emanuele II
- 65 Via Servais - Piazza Bernini
- 66 Via Crea (Grugliasco) - Corso Farini
- 67 Piazza Marconi (Moncalieri) - Piazza Arbarello - Via Scialoja
- 68 Via Cafasso - Via Frejus
- 69 Via Italia (Borgaro) - Via Fossata
- 70 Piazza Failla (Moncalieri) - Corso San Maurizio
- 71 Via Farinelli - Corso Bolzano
- 72 / 72/ Corso Machiavelli (Venaria Reale) - Via Bertola
- 73 Via Bonsignore - Piazza Zara
- 74 Via Gorini - Via Ventimiglia
- 75 Piazzale Vallette - Largo Tabacchi
- 76 Via Olevano (Grugliasco) - Viale Partigiani (Collegno)
- 77 Via Sandre (Venaria Reale) - Corso Cadore
- 78 Largo Casale - Strada Alta di Mongreno
- 79/ Tranvia Sassi - Superga: (Servizio sostitutivo) / Baldissero
- 80 Piazza Caduti per la Libertà (Moncalieri) - Strada Moncalvo
- 81 Via delle Primule (Moncalieri) - Corso Maroncelli
- 82 Piazza Caduti per la Libertà (Moncalieri) - Strada Carpice (Moncalieri)
- 83 Via Goito - Movicentro (Trofarello) - Strada Bauducchi (Moncalieri) - Villastellone
- 84 Via Corradino - Strada Carpice (Moncalieri)
- 86/ Via Di Vittorio (Venaria Reale) - Via Claviere (Pianezza)
- 88 Piazza Cattaneo - Via Crea (Grugliasco)
- 89 Via Moriondo (Rivalta) - Via Crea (Grugliasco)
- 89/ Via Portalupi (Collegno) - Via Crea (Grugliasco)
- 90 Via delle Querce - Via Biscaretti
- 91 Via della Cella - Piazzale Caio Mario
- 92 Ospedale Giovanni Bosco - Piazzale Caio Mario
- 93/ Piazza Mochino (San Mauro) - Corso Tazzoli
- 94 Piazza Statuto - Via Biscaretti
- 95 Stazione Lingotto - Corso Tazzoli - Via Rivalta (Grugliasco)
- 95/ Stazione Lingotto - Via Anselmetti - Via Biscaretti - Via Faccioli
- 96 Via Amendola (Nichelino) - Corso Tazzoli
- 97 Piazza Martiri della Libertà (Rivoli) - Via Biscaretti
- 98 Via Portalupi (Collegno) - Via Biscaretti
- 99 Piazza Carducci (Santena) - Via Plava
- M1S Metropolitana (M1): Servizio sostitutivo
- 102 Navetta Cimitero Parco
- CP1 Via De Amicis - Via Musinè (Pianezza)
- Rivoli Express Piazza Castello - Porta Susa - Castello di Rivoli
- Venaria Express Via Fiochetto - Reggia di Venaria Reale
- SE1 Parcheggio Stura - Via Lombardia (Settimo Torinese)
- SE2 Parcheggio Stura - Via Lombardia (Settimo Torinese)
- VE1 Viale Giordano Bruno (Venaria Cimitero) - Via Monte Ortigara
- VE2 Ospedale Nuovo Venaria - Via Iseppon
- Star 1 Corso Farini - Via Nino Bixio
- Star 2 Corso D'Azeglio - Corso Bolzano
- 1S Via Lombardia (Settimo Torinese) - Via Einaudi (Settimo Torinese)
- LS1 Leinì - Settimo Torinese
- 132 Piazza Robotti (Alpignano) - Via De Amicis (Collegno)
- 159A Piazza Stampalia - Via Piave (Pianezza)
- 159B Piazza Stampalia - Via Gramsci (Pianezza)

### Autobuze de noapte (Night Buster)
- 1 ARANCIONE Piazza Vittorio Veneto-Piazza Massaua
- 4 ROSSA Piazza Vittorio Veneto-Volpiano
- 4 AZZURRA Piazza Vittorio Veneto-Piazzale Caio Mario
- 5 VIOLA Piazza Vittorio Veneto-Orbassano
- 8 ORO Piazza Vittorio Veneto-Piazza Sofia
- 10 GIALLA Piazza Vittorio Veneto-Caselle
- 15 ROSA Piazza Vittorio Veneto-Collegno
- 18 BLU Piazza Vittorio Veneto-Via Artom
- 60 ARGENTO Piazza Vittorio Veneto-Venaria
- 68 VERDE Piazza Vittorio Veneto-Gassino

### Trasee urbane în Ivrea
- 1 Bellavista-Ivrea FS-Ivrea (Piazza Freguglia)-Bollengo-Sant'Anna
- 1/ Feriale San Bernardo-Ivrea FS-Ivrea (Piazza Freguglia)-Albiano
- 1/ Festivo San Bernardo-Bellavista-Ivrea FS-Ivrea (Piazza Freguglia)-Albiano/Bollengo
- 2 / 2/ Feriale Burolo/Chiaverano-Ivrea (Piazza Freguglia)-Ivrea Porta Aosta-Samone
- 2/ Festivo Burolo/Chiaverano-Ivrea (Piazza Freguglia)-Ivrea Porta Aosta-Samone/Pavone
- 3 San Germano-Borgofranco-Ivrea Porta Aosta-Banchette-Pavone/Ivrea FS
- 4 Bellavista-Ivrea FS-Ivrea Movicentro-Ivrea (Piazza Freguglia)-Quartiere San Giovanni
- 5 Quassolo/Lessolo-Salerano-Banchette-Ivrea FS-Ivrea (Piazza Freguglia)-Ivrea Via Chabod/Bacciana/Bienca
- 6 / 6/ Ivrea (Via Saudino)-Ivrea (Piazza Freguglia)-Ivrea FS -Samone-Colleretto Giacosa-Loranzè

### Trasee urbane înChieri,Nichelino,OrbassanoșiRivalta
- 1 Chieri Via Fratelli Cervi-Via Rocchette
- 2 Chieri Piazza Rossi (Pessione)-Via Vittorio Emanuele II
- 1 Nichelino Piazza Parco della Rimembranza-Via XXV Aprile
- 1 Orbassano Ospedale San Luigi (Orbassano)-Via Volturno (Orbassano)
- 2 Rivalta Via Vicuna-Via Griva

### Trasee interurbane
- 1068 Collegno-Condove
- 1085 Torino-Fiat Rivalta
- 1086 Rivoli-Trana-Giaveno
- 1087 Rivoli-Avigliana-Ferriera
- 1091 Collegno-Rubiana
- 1099 Chiusa San Michele-Condove
- 1128 Borgata Adrit-San Giorio-Bussoleno
- 1224 Bussoleno-Avigliana-Rivoli
- 1432 None-Alpignano
- 1435 Torino-C.A.A.T.-SITO
- 1442 Nichelino-Torino-Ferriera (Teksid)
- 1510 Torino-Orbassano-Cumiana / Cumiana-Pinerolo
- 1511 Torino-Orbassano-Giaveno / Giaveno-Piossasco
- 2009 Langhe (Grinzane-Sinio)
- 2014 Torino-Poirino-Alba
- 2016 Canale-Sommariva-Racconigi
- 2027 Canale-San Damiano-Asti
- 2073 Borgo Aje-Cambiano-Santena-Villastellone-Carmagnola
- 2075 Trofarello-Fiat Rivalta
- 2172 Monforte-Dogliani
- 2183 Canale-Fossano
- 2354 Carignano-Santena-Cambiano
- 3006 Torino-Settimo-Vallecerrina-Casale
- 3023 Vallecerrina-Asti
- 3092 Torino-Forno / San Maurizio-Forno
- 3096 Gassino-Sciolze
- 3105 Chivasso-Asti
- 3106 Crescentino-Chivasso-Torino FCA
- 3107 Torino-Settimo-Gassino-Chivasso-Piova' Massaia
- 3121 Castagneto Po-Chivasso
- 3131 Torino-Lombardore-Rivarolo
- 3132 Rivarolo-Castellamonte
- 3133 Torino-Ivrea
- 3165 Torino-Germagnano
- 3166 Torino-Volpiano-San Benigno
- 3316 Chivasso F.S.-Rondissone
- 3321 Montalenghe-Foglizzo-Chivasso
- 3329 Cirie'-Torino (Fiat Mirafiori)
- 3331 Verrua Savoia-Crescentino-Brusasco
- 3382 Torino (Corso Marche)-Caselle ALENIA
- 3428 Rivarossa
- 3429 San Benigno-Volpiano-Chivasso
- 3502 San Maurizio-Castellamonte
- 3545 Carignano-Torino-Chivasso (P.I.Chi)
- 3950 School Service Verolengo
- 3971 Stazione Germagnano-Stazione Porta Susa
- 4108 Ivrea-Vische-Chivasso
- 4151 Cossano-Ivrea
- 4152 Silva-Vialfre'-Ivrea
- 4156 Andrate-Ivrea
- 4512 Ivrea-Castellamonte-Valchiusella
- 4546 Albiano-Vestigne'
- 5095 Forno-Rivarolo
- 5134 Forno-Busano-Cuorgne'
- 5135 Rivarolo-San Benigno-Torino
- 5137 Rivarolo-Pont-Ceresole
- 5140 Pont-Valprato Soana
- 5141 Pont-Frassinetto
- 5143 Cuorgne'-Ivrea
- 5145 Rivarolo-Ivrea
- 5150 Castelnuovo Nigra-Cuorgne' Centro
- 5318 Castelnuovo Nigra-Castellamonte-Scarmagno
- 5322 Cuorgne'-Alpette
- 5379 Cirie'-Rivarolo
- MEOR Orbassano